# Urago d'Oglio
Urago d'Oglio é uma comuna italiana da região da Lombardia, província de Bréscia, com cerca de 3.199 habitantes. Estende-se por uma área de 10 km², tendo uma densidade populacional de 320 hab/km². Faz fronteira com Calcio (BG), Chiari, Cividate al Piano (BG), Pontoglio, Rudiano.

## Demografia
| Variação demográfica do município entre 1861 e 2011                               |
|                                                                                   |
| Fonte: Istituto Nazionale di Statistica (ISTAT) - Elaboração gráfica da Wikipedia |